# Carl von Bach
Julius Carl von Bach (Stollberg, 8 de março de 1847 — Stuttgart, 10 de outubro de 1931) foi um engenheiro alemão.
Em 1878 assumiu a cátedra de professor na Universidade de Stuttgart, onde foi reitor de 1885 a 1888.
Foi senador da Sociedade Kaiser Wilhelm, de 1922 a 1928.

## Seu trabalho
Bach é considerado o fundador da moderna teoria estática de elasticidade e resistência. Sua hipótese de força baseada no maior alongamento (maior hipótese de alongamento) foi considerada particularmente progressiva na época. Ele também introduziu a relação de esforço na teoria da resistência à fadiga. Ele também reconheceu desde cedo a importância da metalografia para análise de danos e o desenvolvimento de materiais metálicos, especialmente para motores a vapor, e promoveu seu desenvolvimento junto com Richard Baumann.
As principais obras de Bach são a obra Die Maschinenelemente, seu significado e construção, publicada em 1881, e a obra elasticidade e resistência, publicada em 1889/1890. O mais importante para conjuntos de tecnologia e sua base experimental, bem como o livro publicado em 1914 com propriedades de resistência de Richard Baumann e micrografias dos materiais de construção.
Carl von Bach manteve amplos contatos com empresários e inventores como August Wöhler, Robert Bosch, Paul Daimler, Rudolf Diesel e o conde Ferdinand von Zeppelin. A Bosch, em particular, também apoiou financeiramente o trabalho de Bach por meio de uma Fundação Robert Bosch especialmente estabelecida com uma soma de um milhão de marcos. disso, Bach também se envolveu com as ciências culturais e sociais e fundou, junto com a Bosch, a “Associação para a Promoção dos Superdotados”, que deveria apoiar a qualificação de engenheiros no exterior. Ele é considerado um dos primeiros tecnocratas para quem somente o desempenho e a habilidade devem determinar o progresso profissional e social dos indivíduos. Portanto, para ele, humanismo e filosofia também pertenciam ao cânone de formação de uma universidade técnica, que abriu caminho para o Studium generale.

## Publicações selecionadas
- Die Maschinenelemente, ihre Bedeutung und Konstruktion, 1881
- Elastizität und Festigkeit. Die für die Technik wichtigsten Sätze und deren erfahrungsmäßige Grundlage, 1890
- Festigkeitseigenschaften und Gefügebilder, 1914

## Literatura
- Carl von Bach: Mein Lebensweg und meine Tätigkeit – Eine Skizze, Springer-Verlag Berlin, 1926.
- Gerhard Hochmuth: Carl Julius von Bach: Zum politischen Denken und gesellschaftlichen Wirken eines bedeutenden Ingenieurs. Dissertation (A), Univ. Leipzig, 1967.
- Friedrich Naumann: Carl Julius von Bach (1847-1931). Pionier – Gestalter – Forscher – Lehrer – Visionär. Stuttgart 1998  (Herausgeber). ISBN 3-87919-260-X.
- Friedrich Naumann: Bach, Carl Julius von. In: Maria Magdalena Rückert (Hrsg.): Württembergische Biographien unter Einbeziehung hohenzollerischer Persönlichkeiten. Band I. Im Auftrag der Kommission für geschichtliche Landeskunde in Baden-Württemberg. Kohlhammer, Stuttgart 2006, ISBN 3-17-018500-4, S. 3–6.
- Arnold Keller (ed.). «Bach, Carl von». Neue Deutsche Biographie (NDB) (em alemão). 1. 1953. Berlim: Duncker & Humblot. pp. 491 et seq..
- Karl-Eugen Kurrer: The History of the Theory of Structures. Searching for Equilibrium, Berlin: Ernst & Sohn, 2018, S. 159f., S. 468f., S. 547ff., S. 578ff., S. 694f., S. 707f. und S. 712f., ISBN 978-3-433-03229-9.